# 池辺久美子
池辺 久美子（いけべ くみこ、1984年10月23日 - ）は、日本の女性声優。アクロスエンタテインメント所属。兵庫県出身。

## 来歴
大阪芸術大学短期大学部デザイン美術学科卒業。 青二塾大阪校第23期卒業。2010年12月まで青二プロダクション（ジュニア）に所属していた。フリー期間を経て、2013年12月よりアクロス エンタテインメント所属。

## 出演
太字はメインキャラクター。

### テレビアニメ
2008年
- しゅごキャラ!（少女、男子）- 2シリーズ

2009年
- あにゃまる探偵 キルミンずぅ（木島タマオ）
- グイン・サーガ（ラク族子供、セム族の子供）
- 戦場のヴァルキュリア（ウェンディ・チェスロック）

2010年
- ドラゴンボール改（女性）
- ONE PIECE（アマゾネス）

2011年
- 異国迷路のクロワーゼ The Animation（男の子）
- ウルヴァリン（侍女、マドリプールの住人）

2014年
- いなり、こんこん、恋いろは。（三条京子）
- 魔法少女大戦（日枝あづき）

2017年
- このはな綺譚（柊）

2024年
- 甘神さんちの縁結び（副会長）

### 劇場アニメ
- こわれかけのオルゴール（2010年、女子アナ）
- 数分間のエールを（2024年、彼方の母）

### OVA
- いなり、こんこん、恋いろは。（2014年、三条京子）※コミックス第8巻BD付き限定版

### Webアニメ
- 40周年だよ!! コロコロオールスター小学校（2017年、まじめくん）

### ゲーム
2008年
- 戦場のヴァルキュリア（レミィ・リントン、ウェンディ・チェスロック）
- ときめきメモリアル Girl's Side 2nd Season（女子高生）

2009年
- Another Time Another Leaf 鏡の中の探偵（カグラ・ウルヴァース）

2010年
- ときめきメモリアル Girl's Side 3rd Story（看護師）
- ニーア・レプリカント
- マリッジロワイヤル プリズムストーリー

2011年
- テイルズ オブ ザ ワールド レディアント マイソロジー3（ヒーローズボイス）

2012年
- NEWラブプラス（三好英子）
- 龍が如く5 夢、叶えし者（バッティングセンターの声）

2013年
- 古の女神と宝石の射手（アトルシャン）

2014年
- 幻獣姫（クラーケン、ヴィーナス）
- 青春姫SCHOOL PRINCESS（斉木育江）
- 龍が如く 維新!

2015年
- 幻獣姫（アルテミス　ウンディーネ）
- ポイッとヒーロー（ディアリン）

2021年
- フェアリースフィア（アライグマ）

### ドラマCD
2008年
- アルトネリコ2 世界に響く少女たちの創造詩 ドラマCD Vol.2 クローシェ（レーヴァンテイル）

2010年
- あにゃまる探偵 キルミンずぅ アソートCD（2）（木島タマオ）
- アルトネリコ3 世界終焉の引鉄は少女の詩が弾く sideフィンネル〜After story〜（ルシア）
- マンガ家シリーズ ごめんなさいと言ってみろ / 愛なら売るほど

2017年
- 少年王女 ドラマCD第1巻

### ラジオドラマ
- 青山二丁目劇場
  - 待合室（さやか）
  - ラバーズクリニック
  - 君は僕のやさしい友達
  - 無機質探偵、（女）

### ナレーション
- 華大の知りたい!サタデー（BSフジ、2015年3月28日 - ）
- トットてれび PR （NHK総合）

### デジタルコミック
- VOMIC
  - アイスエイジ（光倉の母）
  - CRASH! 特別バージョン（茶倉由衣）
- A-KOE
  - お前は俺を殺す気か（大塚志保[10]）

### ラジオCD
- いなり、こんこん、恋らじお。ラジオCD（2014年）ゲスト

### 吹き替え
- ミット・ロムニー

### その他
- 声で応援 京都府
- 声優チャット
- こどもにんぎょう劇場「てんぐのかくれみの」（街の人）
- フィデリティタウンで学ぶ投資のABC 初級編（お花屋さんのお客さん）- YouTube

## ディスコグラフィ

### 歌手参加作品
| 発売日   | 商品名                          | 歌                           | 楽曲           | 備考   |
| 2008年   | 2008年                          | 2008年                       | 2008年         | 2008年 |
| -------- | ------------------------------- | ---------------------------- | -------------- | ------ |
| 9月24日  | さがしもの / 秘密の森           | ぱすてるどろっぷ             | 「さがしもの」 |        |
| 9月24日  | さがしもの / 秘密の森           | ぱすてるどろっぷ             | 「秘密の森」   |        |
| 11月19日 | TVこどものうたベスト 女の子向き | 有島モユ、山口繭、池辺久美子 | 「アナタボシ」 |        |

### ユニットメンバー
1. ↑  有島モユ、佐藤朱、西川真美、池辺久美子、藤澤泰葉